# Soman Chainani
Soman Chainani – amerykański pisarz i filmowiec, najbardziej znany z cyklu fantasy Akademia Dobra i Zła. Znalazł się on na liście bestsellerów dziennika „The New York Times”, został przetłumaczony na 32 języki, a w 2022 ukazał się film na jego podstawie, trafiając na 1 miejsce najchętniej oglądanych tytułów w 80 krajach. W Polsce ukazała się również jego książka Piękno i bestie. Niebezpieczne baśnie, która zawiera alternatywne wersje baśni, w tym Czerwonego Kapturka, Kopciuszka, czy Małej syrenki.

## Życiorys
Dorastał w Key Biscayne, gdzie jego rodzina była jedną z nielicznych indyjskiego pochodzenia. Studiował na Uniwersytecie Harvarda. Tam w 2001 zdobył dyplom z literatury angielskiej i amerykańskiej. W 2003 przeprowadził się do Nowego Jorku. Następnie studiował na Uniwersytecie Columbia.